# Ялта, Ялта
«Ялта, Ялта»  (хорв. Jalta, Jalta) — хорватский мюзикл 1971 года. Либретто к мюзиклу написал Милан Гргич, режиссёром выступил Владо Штефанчич, автор музыки — известный хорватский композитор Алфи Кабильо. Премьера мюзикла состоялась 28 декабря 1971 года в Загребе.

## Сюжет
События мюзикла разворачиваются в Ялте в феврале 1945 года во время Крымской международной конференции, на которой победители Иосиф Сталин, Уинстон Черчилль и Теодор Рузвельт договаривались о послевоенном разделе Европы и мира на сферы влияния. С каждым из глав государств в Ялту прибыли и их адъютанты-камердинеры: русский Гриша, англичанин Стэнли и американец Ларри. Ответственных за одежду и постель сильнейших мира сего разместили жить в старинной вилле «Арамовской», директрисой которой является молодая красивая женщина Нина Филипповна. У неё милый характер и она пытается сделать всё, чтобы её гости жили дружно и в согласии. Но адъютанты, как и их хозяева, не доверяют друг другу. Пока большие делят мир, их слуги пытаются поделить свою маленькую частичку мира, например, бьются за большой кусок верёвки для сушки выстиранного белья.
Между тем Сталину, Черчиллю и Рузвельту никак не удаётся поделить мир, ибо на месте Антарктики совершенно неожиданно появилась «зелёная левада»: странным образом на карте в большом зале отдыха она всё время увеличивалась. Параллельно в доме адъютантов, чтобы примирить слуг, Нина Филипповна начинает тайком флиртовать с каждым из них. Между тем спецслужбы узнают, что тайна «зелёной левады» известна Нине, и они применяют пытки, чтобы выведать информацию. Как один из способов разговорить девушку используют её тёплые отношения с адъютантами. Им Нина рассказывает, что «зелёная левада», — это прекрасная земля, где растут экзотические цветы, воздух наполнен их ароматом, а её жители живут в полной гармонии и мире. Эта история поражает даже генералов и они отпускают Нину. Девушка и адъютанты договариваются однажды вместе отправиться на «зелёную леваду». А может, когда-то и весь мир превратится в одну сплошную «зелёную леваду» …

## Музыка

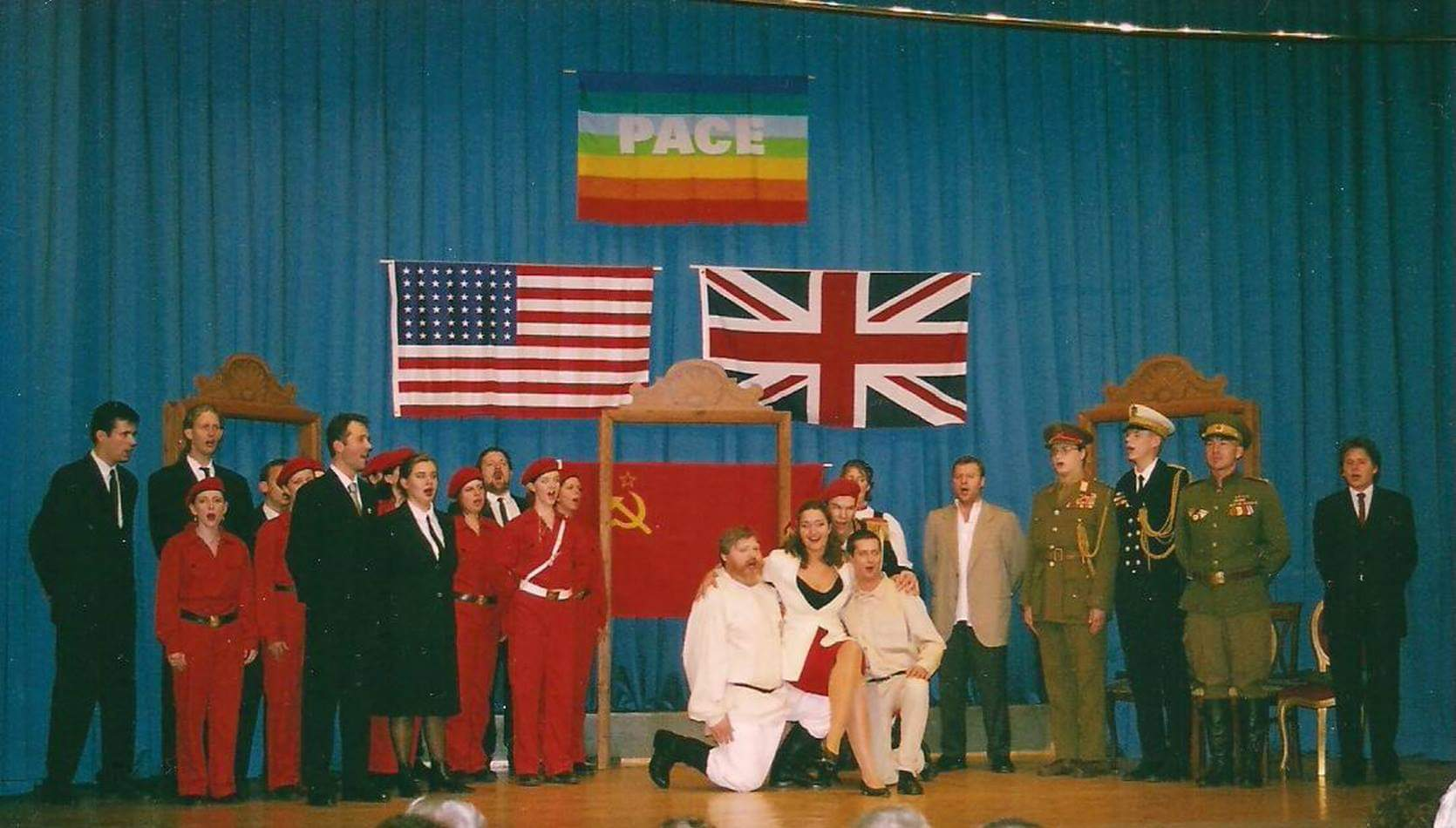
Алфи Кабильо: Ялта, Ялта, Вена 2004

Музыку для «Ялты, Ялты» написал Алфи Кабильо. Это стало magnum opus его жизни, одновременно обеспечило успех мюзикла. Он состоит из таких песен:
1. Uvertira («Увертюра»);
2. Tri sobara («Трое камердинеров»);
3. Zelena livada («Зелёная Левада»);
4. Whisky, votka, gin («Виски, водка, джин»);
5. Jalta, Jalta («Ялта, Ялта»)
6. Čunčurluk;
7. Što će biti s nama sutra («Что будет с нами завтра»);
8. И наконец, самая известная песня из этого мюзикла  Neka cijeli ovaj svijet («Пусть весь этот мир»).

## История
1969 года в Загребе состоялась премьера первого хорватского рок — мюзикла, который не очень восприняла публика, а 1971 году — премьера второго -  «Ялта, Ялта», который имел оглушительный успех и на сегодня уже является частью хорватской культурной истории, считается культовым творением. Мюзикл «Ялта, Ялта» — это совместное творение либреттиста Милана Гргич и композитора Алфи Кабильо.
Мюзикл «Ялта, Ялта» ставили на сцене загребского театра «Комедия» с 1971 по 1994 год. За это время произошло более тысячи спектаклей. Кроме того, представление демонстрировали в Италии и Словении. Однако в 1990 годах в условиях экономического, а главное — политико-военного кризиса, когда происходили войны на территории бывшей Югославии, постановки мюзикла прекратились.
Возрождение «Ялты, Ялты» состоялось 2004 года — тогда была показана премьера немецкоязычной версии мюзикла в Вене, и с тех пор его ставят в театрах немецкоязычных стран. Оригинальный мюзикл «Ялта, Ялта» в своё время был записан и издан на кассетах и виниловых пластинках, а в 2000 годы эта запись была уже на компакт-диске, и он снова имел большую популярность.
В связи с неугасимым интересом публики и приближением 40-летнего юбилея премьеры мюзикла 2009 года решили возродить мюзикл на Загребской сцене силами уже нового поколения артистов театра «Комедия». Постановка состоялась 25 февраля на сцене концертного зала «Арена». А в марте «Ялта, Ялта» вернулась уже «домой» — на сцену театра «Комедия», где спектакли проходят 3-4 раза в неделю. Мюзикл вошёл в репертуар Хорватского национального театра в городе Осиек, демонстрировался в стенах древнего римского амфитеатра  «Арена» в городе Пула. Новую версию мюзикла «Ялта, Ялта» поставил выдающийся хорватский театральный режиссёр Владо Штефанчич, который осуществлял и постановку оригинальной версии. Из старой актёрской труппы в новой версии остался лишь один актёр — Борис Павленич, который теперь выполняет небольшую роль.